# Cerastium glabratum
Cerastium glabratum là loài thực vật có hoa thuộc họ Cẩm chướng. Loài này được Hartm. mô tả khoa học đầu tiên năm 1820.